# Platycoryne latipetala
Platycoryne latipetala är en orkidéart som beskrevs av Victor Samuel Summerhayes. Platycoryne latipetala ingår i släktet Platycoryne och familjen orkidéer.

## Underarter
Arten delas in i följande underarter:
- P. l. grandiflora
- P. l. latipetala